# Зоммерхаузен
Зоммерхаузен (нем. Sommerhausen) — ярмарочная община в Германии, в земле Бавария. 
Подчиняется административному округу Нижняя Франкония. Входит в состав района Вюрцбург. Подчиняется управлению Айбельштадт.  Население составляет 1657 человек (на 31 декабря 2010 года). Занимает площадь 7,22 км².

## Население
По оценке на 31 декабря 2015 года население общины Зоммерхаузен составляет 1800 чел. 

| Дата      | 1840 | 1871 | 1900 | 1925 | 1939 | 1950 | 1961 | 1970 | 1987 | 2011 |
| --------- | ---- | ---- | ---- | ---- | ---- | ---- | ---- | ---- | ---- | ---- |
| Население | 1206 | 1155 | 1155 | 1104 | 1123 | 1506 | 1362 | 1403 | 1403 | 1663 |

| Год       | 1960 | 1970 | 1980 | 1990 | 2000 | 2009 | 2010 | 2011 | 2012 | 2013 | 2014 | 2015 |
| --------- | ---- | ---- | ---- | ---- | ---- | ---- | ---- | ---- | ---- | ---- | ---- | ---- |
| Население | 1337 | 1407 | 1406 | 1392 | 1663 | 1661 | 1657 | 1679 | 1695 | 1700 | 1760 | 1800 |

## Внешние ссылки
- Официальная страница (нем.)